# Sten Pettersson
Sten "Sten-Pelle" Pettersson, född 11 september 1902 i Kungsholms församling i Stockholm, död 1 juni 1984 i Johannes församling i Stockholm, var en svensk häcklöpare. Han är främst känd för sitt OS-brons från 1924 på 110 meter häck, samt att han var den förste att tilldelas Svenska Dagbladets guldmedalj. Han utsågs 1928 retroaktivt till Stor grabb nummer 50 i friidrott. Inhemskt tävlade han för IK Göta.
Sten Petersson var son till bokbinderiarbetaren Karl Johan Pettersson. Han var 1916–1920 anställd vid Skandinaviska banken som kontorsbud, 1920–1926 som extra vaktmästare och 1926–1930 vid Ströms herrekipering i Stockholm. Från 1930 var han avdelningschef vid Torells herrekipering i Stockholm, och från 1954 innehade han Sten-Pelles herrekipering i Stockholm. Pettersson är begravd på Norra begravningsplatsen utanför Stockholm.

## Idrottsprestationer
Både Pettersson och landsmannen Carl-Axel Christiernsson tog sig till final på 110 meter häck vid OS i Paris 1924. Där ställdes svenskarna mot 3 amerikaner och en sydafrikan. Pettersson låg sist under hela loppet fram till sista häcken där han pressade sig förbi Christiernsson samtidigt som amerikanen Anderson föll. En annan amerikan, Guthrie, diskvalificerades efter loppet enligt den gamla regeln med antal rivna häckar och Pettersson erhöll bronsmedaljen.

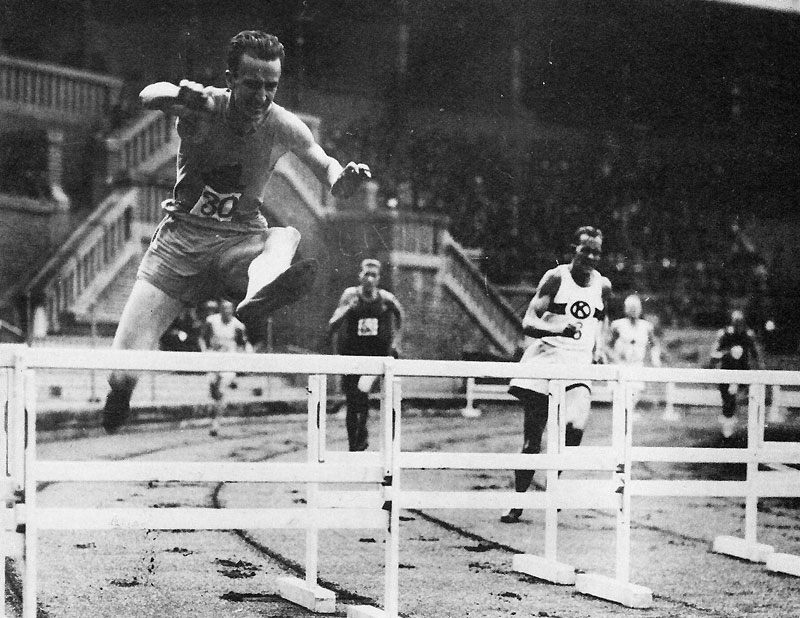
Sten-Pelle först över häcken, i april 1925.

Vid OS i Amsterdam 1928 var Pettersson en av guldfavoriterna på långa häcken men i finalen kom han fel till första häcken och låg klart sist under första delen av loppet. Han gjorde sedan ett fantastiskt upplopp och gick i mål som fyra, endast en tiondel från medalj.
Pettersson tog under 1920-talet världsrekordet på båda häckdistanserna (han höll dock inte rekorden samtidigt). Ingen annan häcklöpare i världen har lyckats med den bedriften.
Åren 1945–1968 satt Pettersson i SvD:s guldmedaljnämnd.

## Meriter
- OS 1924: bronsmedalj på 110 meter häck.[1]
- OS 1928: fyra på 400 meter häck; fyra som deltagare i det svenska laget i stafett 4x400 m; utslagen i semifinal på 110 meter häck.[1]
- OS 1932: utslagen i semifinal på 400 meter häck och i försöken på 400 meter.[1]
- Två världsrekord – på 400 meter häck 4 oktober 1925–2 juli 1927; på 110 meter häck 18 september 1927–31 juli 1928.
- Två satta europarekord på 400 meter häck: 4 oktober 1925 och 7 augusti 1928
- Sex satta svenska rekord, tre på 110 meter häck, två på 400 meter häck och ett i stående höjdhopp.[20][21]
- SM-guld:
  - 100 meter 1925, 1926
  - 200 meter 1925, 1927, 1928
  - 400 meter 1928
  - 110 meter häck 1923–1926, 1930, 1933
  - 400 meter häck 1923 och 1925–1930
  - höjd utan ansats 1923–1925
  - stafett, nio guld
  - bowling 1942
- Svenska Dagbladets guldmedalj 1925

## Rekord

### Världsrekord
- 110 meter häck: 14,8 s (Köpenhamn Danmark,  28 augusti 1927) (tangering)[20][22]
- 110 meter häck: 14,7 s (Stockholm,  18 september 1927)[20][22]
- 400 meter häck: 52,4 s (Köln, Tyskland, 7 augusti 1928)

### Europarekord
- 400 meter häck: 53,8 s (Paris, Frankrike, 4 oktober 1925)[23]
- 400 meter häck: 52,4 s (Köln, Tyskland, 7 augusti 1928)[23]

### Svenska rekord
- 110 meter häck: 14,9 s (Stockholm,  2 augusti 1924)[20]
- 110 meter häck: 14,8 s (Köpenhamn, Danmark,  28 augusti 1927)[20]
- 110 meter häck: 14,7 s (Stockholm,  18 september 1927)[20]
- 400 meter häck: 53,8 s (Paris, Frankrike, 4 oktober 1925)[20]
- 400 meter häck: 52,4 s (Köln, Tyskland, 7 augusti 1928)[20]
- Stående höjdhopp : 1,56 m (1925)[21]

### Personliga rekord
- 100 meter: 10,8 s (Stockholms stadion 26 juli 1925)[24]
- 200 meter: 21,9 s (Stockholms stadion 25 augusti 1928)[25]
- 400 meter: 49,5 s (Helsingfors, Finland,  8 september 1929)[26]
- 110 meter häck: 14,6 s (Köln, Tyskland,  2 juli 1930)[27]
- 400 meter häck: 52,4 s (Köln, Tyskland, 7 augusti 1928)[28]
- Stående höjdhopp : 1,56 m (1925)[21]